# Nadia Battocletti
Nadia Battocletti (ur. 12 kwietnia 2000 w Cles) – włoska lekkoatletka specjalizująca się w biegach średnio oraz długodystansowych.

## Kariera
Karierę międzynarodową rozpoczęła w 2016 roku, zajmując 6. miejsce w biegu na 3000 metrów podczas mistrzostw Europy juniorow młodszych w Tbilisi. Rok później na tym samym dystansie zdobyła brązowy medal mistrzostw Europy juniorów w Grosseto. W 2018 roku zajęła 8. miejsce podczas mistrzostw świata juniorów w Tampere. Rok 2019 ukończyła z tytułem wicemistrzyni Europy juniorów na dystanise 5000 metrów. W sezonie 2021 została młodzieżową mistrzynią Europy, a także zadebiutowała w igrzyskach olimpijskich, zajmując 7. miejsce w finale biegu na 5000 metrów. W następnym roku zajęła 7. miejsce podczas rozgrywanych w Monachium mistrzostw Europy. W 2023 wywalczyła 4. miejsce halowych mistrzostw Europy w biegu na 3000 metrów oraz 16. miejsce w biegu na 5000 metrów podczas mistrzostw świata w Budapeszcie. W sezonie 2024 podczas mistrzostw Europy rozgrywanych w Rzymie została dwukrotną mistrzynią Starego Kontynentu (w biegu na 5000 metrów oraz 10 000 metrów). Podczas igrzysk olimpijskich w Paryżu wywalczyła srebrny medal w biegu na 10 000 metrów oraz zajęła 4. miejsce w finale biegu na 5000 metrów.
Wielokrotna złota i srebrna medalistka mistrzostw Europy w biegach przełajowych w kategoriach juniorskich, młodzieżowych oraz seniorskich. Reprezentowała Włochy podczas drużynowych mistrzostw Europy. Wielokrotna mistrzyni Włoch.

## Życie prywatne
Jej ojcem jest Giuliano Battocletti, biegacz długodystansowy, brązowy medalista mistrzostwa świata juniorów (1994) w biegu na 5000 metrów.

## Osiągnięcia
| Rok  | Impreza                                   | Miejsce         | Konkurencja                   | Pozycja     | Wynik    |
| ---- | ----------------------------------------- | --------------- | ----------------------------- | ----------- | -------- |
| 2016 | Mistrzostwa Europy juniorów młodszych     | Tbilisi         | bieg na 3000 m                | 6. miejsce  | 9:49,53  |
| 2017 | Mistrzostwa świata w biegach przełajowych | Kampala         | bieg juniorów (5,858 km)      | 34. miejsce | 21:27    |
| 2017 | Mistrzostwa Europy juniorów               | Grosseto        | bieg na 3000 m                | 3. miejsce  | 9:24,01  |
| 2017 | Mistrzostwa Europy w biegach przełajowych | Šamorín         | bieg juniorów (4,18 km)       | 5. miejsce  | 14:07    |
| 2018 | Mistrzostwa świata juniorów               | Tampere         | bieg na 3000 m                | 8. miejsce  | 9:13,45  |
| 2018 | Mistrzostwa Europy w biegach przełajowych | Tilburg         | bieg juniorów (4,3 km)        | 1. miejsce  | 13:46    |
| 2019 | Mistrzostwa świata w biegach przełajowych | Aarhus          | bieg juniorów (5,856 km)      | 23. miejsce | 22:24    |
| 2019 | Mistrzostwa Europy juniorów               | Borås           | bieg na 5000 m                | 2. miejsce  | 16:09,39 |
| 2019 | Mistrzostwa Europy w biegach przełajowych | Lizbona         | bieg juniorów (4,225 km)      | 1. miejsce  | 13:58    |
| 2021 | Superliga drużynowych mistrzostw Europy   | Chorzów         | bieg na 5000 m                | 1. miejsce  | 15:46,95 |
| 2021 | Młodzieżowe mistrzostwa Europy            | Tallinn         | bieg na 5000 m                | 1. miejsce  | 15:37,4h |
| 2021 | Igrzyska olimpijskie                      | Tokio           | bieg na 5000 m                | 7. miejsce  | 14:46,29 |
| 2021 | Mistrzostwa Europy w biegach przełajowych | Dublin          | bieg młodzieżowców (6 km)     | 1. miejsce  | 20:32    |
| 2022 | Mistrzostwa Europy                        | Monachium       | bieg na 5000 m                | 7. miejsce  | 15:10,90 |
| 2022 | Mistrzostwa Europy w biegach przełajowych | Turyn           | bieg młodzieżowców (5,722 km) | 1. miejsce  | 19:55    |
| 2023 | Halowe mistrzostwa Europy                 | Stambuł         | bieg na 3000 m                | 4. miejsce  | 8:59,65  |
| 2023 | I dywizja drużynowych mistrzostw Europy   | Chorzów         | bieg na 5000 m                | 1. miejsce  | 15:25,09 |
| 2023 | Mistrzostwa świata                        | Budapeszt       | bieg na 5000 m                | 16. miejsce | 15:27,86 |
| 2023 | Mistrzostwa świata w biegach ulicznych    | Ryga            | bieg na 5 km                  | 5. miejsce  | 14:45    |
| 2023 | Mistrzostwa Europy w biegach przełajowych | Bruksela        | bieg seniorek (9 km)          | 2. miejsce  | 34:25    |
| 2024 | Mistrzostwa Europy                        | Rzym            | bieg na 5000 m                | 1. miejsce  | 14:35,29 |
| 2024 | Mistrzostwa Europy                        | Rzym            | bieg na 10 000 m              | 1. miejsce  | 30:51,32 |
| 2024 | Igrzyska olimpijskie                      | Paryż           | bieg na 5000 m                | 4. miejsce  | 14:31,64 |
| 2024 | Igrzyska olimpijskie                      | Paryż           | bieg na 10 000 m              | 2. miejsce  | 30:43,35 |
| 2024 | Mistrzostwa Europy w biegach przełajowych | Antalya         | bieg seniorek (7,832 km)      | 1. miejsce  | 25:43    |
| 2025 | Mistrzostwa Europy w biegach ulicznych    | Bruksela/Leuven | bieg na 10 km                 | 1. miejsce  | 31:10    |
| 2025 | Mistrzostwa Europy w biegach ulicznych    | Bruksela/Leuven | bieg na 10 km (drużynowo)     | 1. miejsce  | 1:34:33  |
| 2025 | I dywizja drużynowych mistrzostw Europy   | Madryt          | bieg na 5000 m                | 1. miejsce  | 15:56,01 |

## Rekordy życiowe
- bieg na 1500 metrów – 3:58,15 (2 czerwca 2025, Rovereto)
- bieg na 3000 metrów (stadion) – 8:26,27 (25 maja 2025, Rabat), rekord Włoch
- bieg na 3000 metrów (hala) – 8:30,82 (13 lutego 2025, Liévin), rekord Włoch
- bieg na 5000 metrów – 14:23,15 (6 czerwca 2025, Rzym), rekord Włoch
- bieg na 10 000 metrów – 30:43,35 (9 sierpnia 2024, Paryż), rekord Włoch
- bieg na 5 kilometrów – 14:32mx (3 maja 2025, Tokio), rekord Europy
- bieg na 10 kilometrów – 31:10 (13 kwietnia 2025, Leuven), rekord Włoch